# Marek Lieberberg

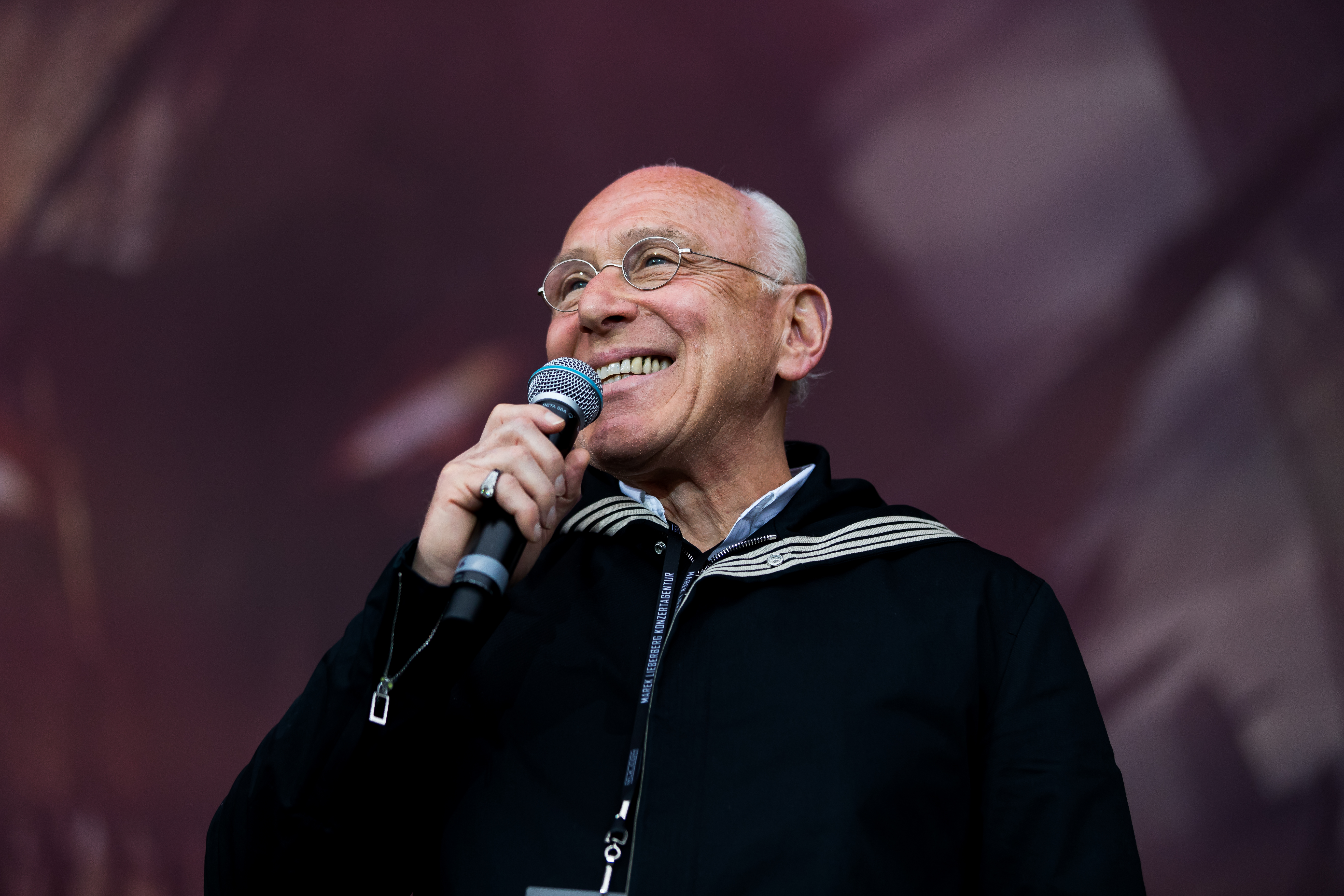
Marek Lieberberg (2016)

Marek Lieberberg (* 7. Mai 1946 in Frankfurt am Main) ist ein deutscher Konzertveranstalter und Geschäftsführer einer Künstlermanagementgesellschaft.

## Werdegang
Lieberberg gehört zur jüdischen Holocaust-Nachfolgegeneration, er wurde in einem „DP-Lager“ geboren.

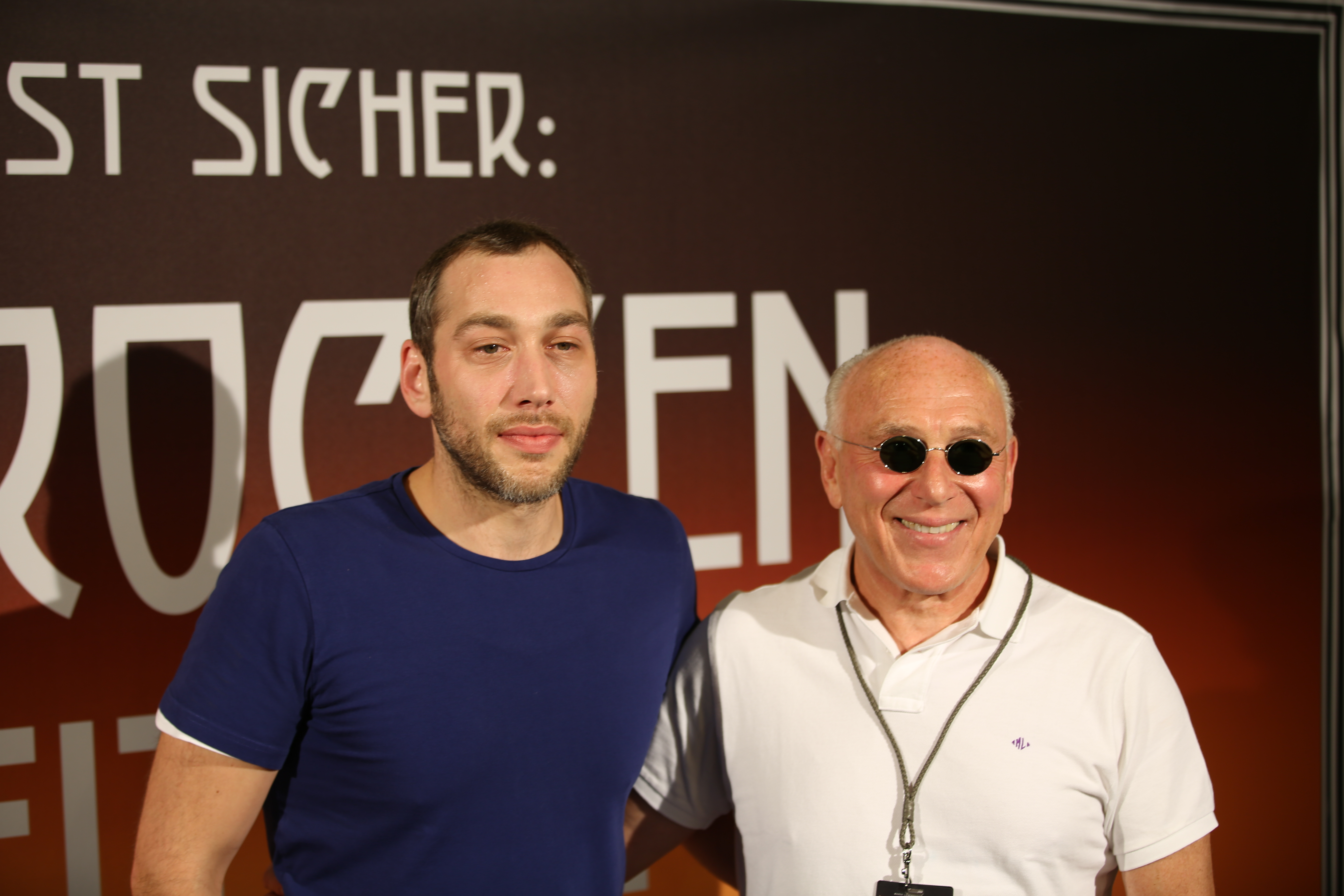
Lieberberg (rechts) mit seinem Sohn André

Er spielte von 1964 bis 1967 in der Frankfurter Beatgruppe The Rangers (bestehend aus: Ludwig Ickert, Robert Wolf, Marek Lieberberg, Jürgen Kessner & Axel Schürmann), die (auch unter den Namen The Trembles und The Sad Sack Set) mehrere Singles veröffentlichte. 1970 gründete er mit Marcel Avram die Konzertagentur Mama Concerts, mit dem er am 12. September desselben Jahres das erste Konzert der Agentur organisierte – The Who in der Halle Münsterland in Münster. 1986 trennten sich die beiden.
Von 1990 bis Ende 1999 war der Konzertveranstalter Ossy Hoppe Mitarbeiter von Lieberberg. In dieser Zeit organisierte die Marek Lieberberg Konzertagentur (MLK) die Tourneen von Aerosmith, Bon Jovi, Depeche Mode, Guns N’ Roses, Metallica, Bruce Springsteen, Bryan Adams, Dire Straits, Sting, Céline Dion u. a., aber auch Newcomer wie Alanis Morissette, Héroes del Silencio, Stone Temple Pilots und Lighthouse Family. In diesen Zeitraum fielen auch die ersten Tourneen, unter anderem von Sting, Aerosmith, Guns N’ Roses und Metallica in Israel, die von MLK in Zusammenarbeit mit dort ansässigen Agenturen veranstaltet wurden. Im Dezember 1992 organisierte er das Konzert Heute die! Morgen Du! als Antwort auf die rechtsextremistischen Ausschreitungen in Rostock-Lichtenhagen sowie die Mordanschläge von Mölln, ein Jahr später veröffentlichte er das gleichnamige Buch zum Konzert. Lieberbergs Agentur ist auch verantwortlich für Rock am Ring und Rock im Park.
Bis 2000 war Lieberberg alleiniger Inhaber von MLK und holte Stars wie Madonna, Shakira, Patricia Kaas oder Christina Aguilera nach Deutschland. Am 1. Juli 2000 übernahm die CTS Eventim AG aus München 51 Prozent der Anteile an MLK. Am 13. Juni 2009 organisierte MLK in der Lanxess Arena in Köln die erste „Ultimate Fighting Championship“-Kampfveranstaltung in Deutschland. Von 2013 bis 2015 veranstaltete Lieberberg das Festival Rock’n’Heim.
2014 gründete Lieberberg in Berlin zusammen mit seinem Sohn André Lieberberg die Wasted Talent Entertainment GmbH, für welche er auch als Geschäftsführer tätig ist.
Am 3. August 2015 wurde bekannt, dass Lieberberg gemeinsam mit seinem Sohn André zum Beginn des Jahres 2016 zu Live Nation Concerts Germany wechselt. Er ist dort als einer der Geschäftsführer der deutschen Tochterfirma, Live Nation GmbH, tätig. Die Marek Lieberberg Konzertagentur besteht indes unter neuer Führung als Teil von CTS Eventim weiter.
Lieberberg lebt in Frankfurt am Main und hat drei Söhne, die alle ebenfalls in der Musikbranche tätig sind: André Lieberberg arbeitete in der Konzertagentur MLK und ist Geschäftsführer des Künstlermanagementunternehmens Wasted Talent Entertainment GmbH sowie der Live Nation GmbH. Daniel Lieberberg verantwortet bei Sony Music das Europa- und Afrika-Geschäft. Benjamin Lieberberg-Euler ist ebenfalls bei Sony Music tätig.

## Auszeichnungen
Im Februar 2007 erhielt Lieberberg den LEA-Award als bester Veranstalter, lehnte diesen jedoch ab mit der Begründung, die Jury treffe bei der Auswahl der Gewinner willkürliche Entscheidungen.
Im März 2008 erhielt Marek Lieberberg zwei LEA-Awards – zum einen als Veranstalter des Konzerts der Smashing Pumpkins in der Berliner Columbiahalle im Jahr 2007 – und zum anderen als Veranstalter des Jahres. Beide Preise wurden von seinem Sohn André Lieberberg entgegengenommen.
Beim LEA-Award 2010 wurde Lieberberg als Tourneeveranstalter des Jahres wieder persönlich ausgezeichnet, 2011 lehnte er jedoch den LEA-Award für sein Lebenswerk ab.

## Kontroversen
Im Zusammenhang mit den Auseinandersetzungen um den Veranstaltungsort des „Rock am Ring“-Festivals im Jahr 2014 warf das Musikmagazin Visions Lieberberg und seiner Konzertagentur vor, sich als selbstloser Kulturförderer zu inszenieren und Musikfans mit „billigem Populismus“ für seine Geschäftsinteressen einzuspannen. Das Magazin kritisierte die Profitmaximierung Lieberbergs durch Verdoppelung der Eintrittspreise und hohe Folgekosten für Bustransfers, Campingplätze, Gastronomie und Verkauf von Fanartikeln.
Als am 2. Juni 2017 die von Lieberberg geleitete Veranstaltung Rock am Ring von der Polizei wegen einer später aufgehobenen Terrorwarnung unterbrochen wurde, äußerte Lieberberg in einer spontanen Pressekonferenz Unverständnis gegenüber dem Vorgehen der Behörden und der Politik. Kontrovers diskutiert wurde insbesondere seine bei dieser Rede getroffene Aussage hinsichtlich islamistisch motivierter Gefährdungs- bzw. Terroraktionen, dass er bisher noch keine Muslime gesehen habe, „die zu Zehntausenden auf die Straße gegangen sind und gesagt haben, was macht ihr da eigentlich?“ Sprecher muslimischer Organisationen wiesen diese Äußerung zurück.

Lieberberg kritisierte die Absage der Übertragung eines Konzerts des Musikers Roger Waters im Juni 2018 durch die öffentlich-rechtlichen Rundfunkanstalten in Deutschland, nachdem Waters wegen umstrittener Showelemente und seiner Unterstützung für Boycott, Divestment and Sanctions Nähe zum Antisemitismus vorgeworfen wurde. Lieberberg forderte eine Trennung von künstlerischer Arbeit und privater Meinung des Musikers, räumte jedoch ein, dass Waters’ Auffassungen bedenklich seien. Ein Kommentator der Zeitung Die Zeit warf ihm daraufhin vor, er versuche, „den Boykotteur und Kampagnenführer Waters zum unschuldigen Opfer umzudeuten“, dem man das Recht auf freie Meinungsäußerung streitig machen wolle. Dies sei „Unfug“, aber verständlich - schließlich wolle Lieberberg mit Waters weiterhin Geld verdienen. In einer Presseerklärung hatte sich Lieberbergs Konzertagentur schon 2013 von einigen als antisemitisch oder antiisraelisch wahrgenommenen Elementen von Waters’ Bühnenshow distanziert, aber angegeben, es gebe keine Möglichkeit, dagegen vorzugehen.

### Unterstützung für Xavier Naidoo
Lieberberg wurde wiederholt für seine Unterstützung des Sängers Xavier Naidoo kritisiert, dem die Verbreitung von Reichsbürgerthesen, Verschwörungsideologien und Antisemitismus vorgeworfen wird. So initiierte Lieberberg am 28. November 2015 eine ganzseitige Solidaritätsanzeige in der Frankfurter Allgemeinen Zeitung, nachdem Naidoo von der Teilnahme am Eurovision Song Contest 2016 ausgeschlossen wurde. Lieberberg verteidigte Naidoo gegen den Vorwurf, ein Judenfeind zu sein, und beklagte „Heuchelei“, „Hetze“ und „blinden Hass“, der dem Künstler entgegengebracht werde. Naidoos umstrittene Videobotschaft vom April 2022, in der er sich von seinen früheren Aussagen distanzieren möchte, soll ebenfalls auf Lieberbergs Veranlassung entstanden sein.

## Diskografie
- Lovers Of The World Unite (1966)
- The Trembles - Here Comes My Baby / Baby Stop That Playin' Around (7" Single, 1967)
- The Rangers - Black Is Black (7" Single 1966)
- The Rangers -  I Found a Love (7" Single, 1967)
- Sad Sack Set - Number One / The World For Us (7" Single, 1967)
- The Rangers - The Rangers (LP)[19]
- The Rangers - These Boots Are Made For Walking (1967)
- The Rangers - Very Last Day (1967)
- The Rangers - Look Through Any Window (1967)
- The Rangers - Long Valley Road (1993)